# Sierra de Santa Susana
La sierra de Santa Susana es una sierra transversa en el sur de California, al norte de la ciudad de Los Ángeles en los Estados Unidos de América.  La sierra se dirige en dirección este-oeste separando el valle de San Fernando y el valle de Simi en el sur, del valle del río de Santa Clara al norte y el valle de Santa Clarita al noreste.

## Descripción

### Geografía
El puerto de Newhall separa la sierra de Santa Susana de la sierra de San Gabriel al este. El puerto de Newhall es el mayor puerto de montaña entre el valle de San Fernando y el valle de Santa Clarita, y lo cruzan la interestatal 5 y una línea ferroviaria. El puerto de Santa Susana conecta los valles de Simi y el de San Fernando y a su vez, separa la sierra de Santa Susana de los cerros de Simi al sur.

## Otras sierras cercanas
- Colinas de San Rafael
- Sierra de los Verdugos
- Sierra de San Bernardino
- Sierra de San Gabriel
- Sierra de Santa Mónica
- Sierra Pelona
- Sierra de Tehachapi